# 91 Stomperud
Nr. 91 Stomperud, (ofta bara kallad 91 Stomperud eller Stomperud) är en norsk tecknad humorserie som handlar om soldaten August Stomperud och består mest av situationskomik runt livet i norskt militärliv. Serien började publiceras i Norsk Ukeblad 1937 och var ursprungligen en norsk version av den svenska serien 91:an Karlsson. Efter ett tag fick den dock egenskrivna manus. Stomperud är den äldsta norska serien som fortfarande tecknas.

## Handling
Serien handlar om militärlivets glädjen och sorger och har den naive, men ändå snälle och rättframme menige 91 (August) Stomperud från Sørum i huvudrollen.
Fästmön Petra arbetar för kaptenen i militärförläggningen, medan de andra viktigaste officersfigurerna är den barske sergeanten, den tjocklagde ungkarlsmajoren, den personlighetssvage löjtnanten och den hispige översten. Stomperuds kamrat, den listige men ohederlige 87:an, tävlar oavbrutet med honom om Petras kärlek, men det är inget tvivel om att hennes kärlek är för Stomperud.

## Historik
Figuren 91 Stomperud var baserad på den svenska tecknade serien 91:an Karlsson, skapad av Rudolf Petersson 1932. På norska började serien som Stomperud i Norsk Ukeblad 1937 med en helsida per nummer. Serien var först en översatt version direkt från svenska 91:an, men snart fick den eget manus av Ernst Gervin och teckningar av Thorbjørn Weea - den mest berömda Stomperudtecknaren. Under andra världskriget bröts kontakten helt mellan den svenska och den norska serien, och därefter ses Stomperud som en helt igenom norsk serie. Till skillnad från den svenska 91:an hade Stomperud inte pratbubblor utan textplattor under rutorna, där replikerna står. Den är en av de få norska serier där textplattor fortfarande används. 1951 övertog Odvar Strand manuset, medan Odd Jørgensen fick ta över tecknandet 1961. 1950—1959 utgavs det även ett årligt våralbum i samma stil som julalbumet, men det sålde inte lika framgångsrikt.
Stomperud har varit ett fast inslag i Norsk Ukeblad sedan starten - sedan 1990-talet med repriser, men julalbumet har nytecknat material sedan 1938. Leif Isaksen skrev manus till julalbumet 1973 och har sedan 1974 haft ansvar för både manus och teckningar till serien, men 2005 tog Håkon Aasnes över, så det året hade de hand om varsin halva av julalbumet. Det var också det första julalbumet med Stomperud som gavs ut av Egmont Serieförlaget, och det första att ha 32 sidor istället för 16. Egmont gav även ut ett korsordshäfte med Stomperud 2005 för att markera ändringen, med teckningar av Leif Isaksen och Håkon Aasnes plus några åttarutorsserier av Aasnes; varav alla hade just korsord som tema. Från och med julalbumet 2006 skriver och tecknar Håkon Aasnes serien på egen hand.
2000 blev Stomperud, tillsammans med en annan norsk serie; Nils og Blåmann, avbildad på ett norskt frimärke tecknat av Leif Isaksen.

## Källhänvisningar
1. ↑  Henriksen, Arve (2012-11-16): "75-årsjubilanten Stomperud fikk bursdagsperm". Aftenposten.no. Läst 29 augusti 2014. (bokmål)
2. 1 2 3  Gisle, Jon; Holen, Øyvind (2023-01-24). ”Stomperud” (på norska). Store norske leksikon. https://snl.no/Stomperud. Läst 5 april 2023.